# 演劇界
『演劇界』（えんげきかい）は、1943年（昭和18年）創刊、2022年3月休刊の歌舞伎雑誌。一ツ橋グループに属する株式会社演劇出版社から、月刊誌として発行されていた。「唯一の歌舞伎専門月刊誌」などとして紹介されることが多い。

## 概要
毎月5日発売。毎号、前の月に上演された演目の「舞台写真、劇評」に加え、「特集読み物」、「鑑賞案内」、「俳優インタビュー」、「劇界ニュース」といった内容が掲載されているが、藤田洋の発案により、1964年以来表紙にも前の月の演目に出演した歌舞伎役者のカラー写真が使われている。毎月号の他、散発的に『歌舞伎用語事典』などといった別冊が出されることもあった。
公益社団法人日本俳優協会・松竹株式会社・一般社団法人伝統歌舞伎保存会の3団体が2001年より年1回、共同編集発行している歌舞伎の公式データブック『かぶき手帖』とは別に、同誌が特別増刊や付録の形態で不定期発行していた『新歌舞伎俳優名鑑』あるいは『最新歌舞伎俳優名鑑』は、現役の歌舞伎役者総勢300名程のプライベート面も含めたプロフィールを公に知る事が可能な唯一の資料として歌舞伎ファンには好評であった。
『幕間』、『劇評』、『季刊雑誌歌舞伎』のような雑誌が廃刊し、実質的に唯一の歌舞伎専門誌となってからは、その「記録としての存在価値」の大きさが評価される一方、一誌のみで「幼稚園児から七、八十代まで幅の広い読者層」を想定して雑誌の内容を組んでいるため、記事の「"一般性"と"専門性"のかね合い」が問題とされることがある。評論家の如月青子による調査では後者について「特集記事や増刊で極力バランスを取ろうとしている努力を買う人が多く」、「現状が精いっぱいだと言えよう」という結論が出されていた。

## 沿革

### 第一次『演劇界』

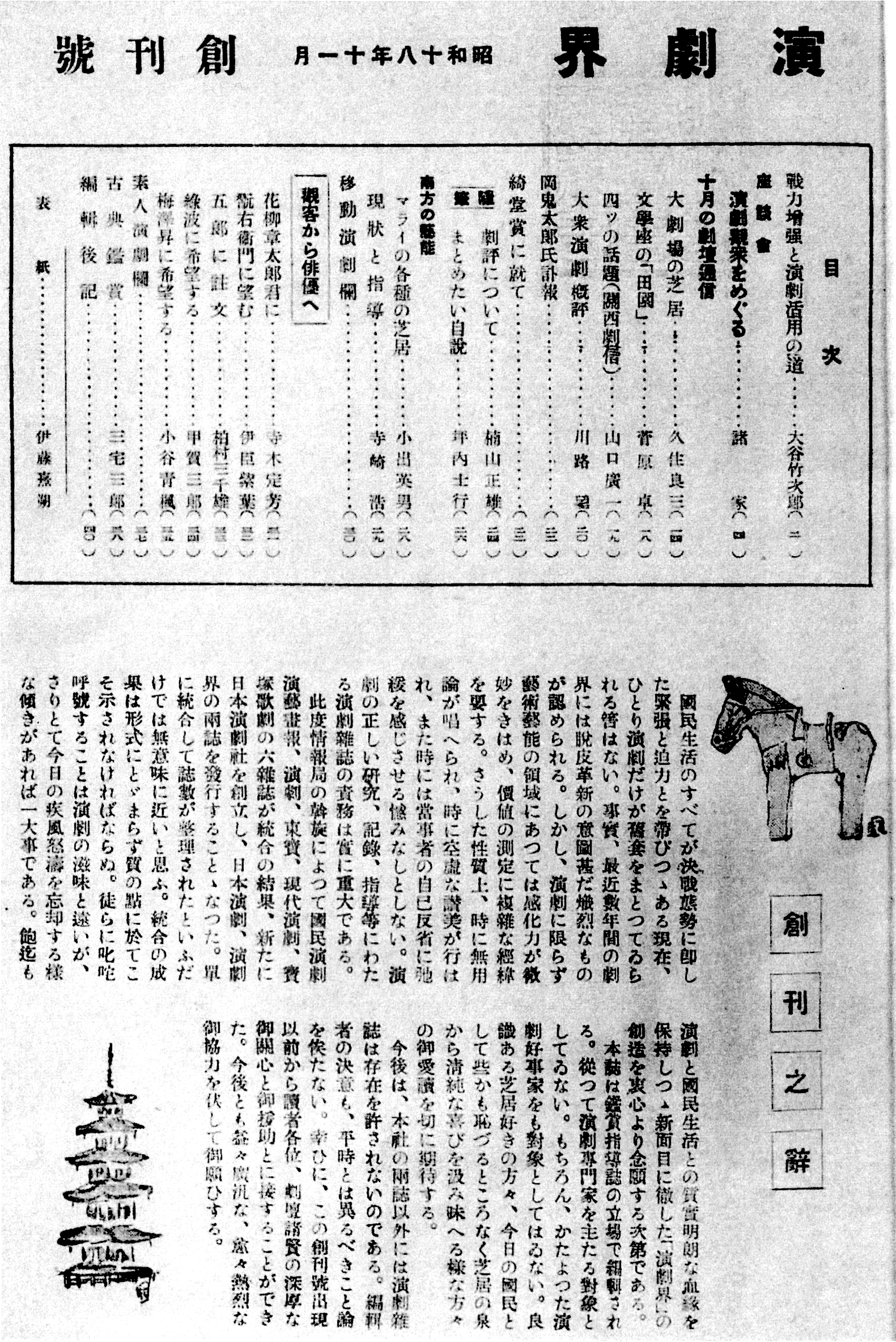
『演劇界』創刊号の目次と「創刊之辞」

太平洋戦争中の1943年11月、戦争激化に伴う用紙不足を背景としてそれまでに存在していた『国民演劇』、『演藝画報』、『演劇』、『東寶』（東宝）、『現代演劇』、『寶塚歌劇』（宝塚歌劇）の6つの演劇雑誌が情報局の斡旋によって統合・整理され有限会社日本演劇社が発足した。日本演劇社は新たに、研究・評論を目的とした『日本演劇』と観客向けの鑑賞指導を目的とした『演劇界』を創刊、「両誌以外には演劇雑誌は存在を許されない」状況となった。『演劇界』の創刊号にはこのような経緯を説明した「創刊之辞」の他に、大谷竹次郎の「戦力増強と演劇活用の道」や、大政翼賛会宣伝部長及び芸能班長、情報局芸能課、大日本産業報国会宣伝部、松竹、東宝の人間と市川猿之助ら参加の「演劇観衆をめぐる座談会」といった記事が巻頭に掲載され、いずれも「決戦態勢」下における演劇と観客の協力・努力の必要性を説く論調であった。
こうして新たに創刊された『演劇界』であったが、実際は6誌のうち1907年（明治40年）創刊で最も歴史の長かった『演藝画報』の編集部とその編集方針を引き継いでいたほか、『演藝画報』の最終号にも「「演劇界」は、主として演劇観客を読者とし、舞台鑑賞に資し、その向上を目指すもので、演藝畫報を一層現実化させたものであります」とあり、一般的に『演劇界』は『演藝画報』の後身として見られている。現在の『演劇界』編集部も『演藝画報』としての創刊年をとって100年以上の歴史があるとしている。
当初、情報局は日本演劇社の社長に岡鬼太郎を据える予定であったが、創刊号の刊行直前に岡が急死、久保田万太郎が2代目の社長として指名された。戦中の『演劇界』の刊行にも困難が伴い、藤田洋によれば「昭和二十年は、二月号までで、印刷所の罹災により三月号より五月号は焼失、六・七月号を『日本演劇』と合併」する有様だったという。終戦後、10月号から刊行を再開するも、戦後経済の長期的な混乱の影響は大きく、刊行が不定期になりながら1950年2月には日本演劇社自体が倒産した。債権者である大同印刷が『演劇界』のみを新会社から発刊継続させる方針を示したため、久保田万太郎は『日本演劇』（同年4月に廃刊）の編集長を務めていた戸板康二に社の再建を打診したが、戸板は辞退。代わりに推挙された利倉幸一の指揮の下、演劇新社が設立され、第二次『演劇界』の刊行が始まった。

### 第二次『演劇界』
刊行が始まってすぐの時分、演劇新社の編集室は築地新富町の利倉の自宅に、営業部は神保町2丁目11の新しき村東京事務所にそれぞれ置かれていたが、1957年3月に神保町の事務所が改築され、雑誌としての全機能が一箇所に集められた。また社名についても1952年に演劇新社から現行の演劇出版社へと変更された。
昭和三十年代も中頃を過ぎると、終戦後に次々と発刊された『幕間』、『役者』、『劇評』などの演劇雑誌のほとんどが、メディアとして普及しつつあったテレビと入れ替わるように廃刊となり、初期の第二次『演劇界』を取り囲んでいた「何種類もの月刊誌が発行され、芝居好きはどれを買おうかと」迷っていた「歌舞伎雑誌氾濫期」が終焉を迎えた。こうして実質的に唯一の歌舞伎専門雑誌となった『演劇界』は、1962年の十一代目市川團十郎襲名のころには「発行部数七千部、返本四割。（中略）実売四二〇〇部」ほどだったのが、昭和四十年代の「三之助」ブーム、尾上菊之助主演の大河ドラマ『源義経』の放送といった歌舞伎人気の潮流を受け、「部数は二万部を超えて」実売では「四倍強」になるなど、徐々に経営的安定が得られるようになっていった。
演劇界に載った利倉の遺稿に「私の後半生は「演劇界」の存続のためにあったようなもの」と語られているように、第二次『演劇界』は利倉の努力によって維持されていたと評価する人間が多い。藤田洋はこの遺稿の同じ部分を引いて利倉の「情熱が雑誌を守り続けてきたといえる」と述べ、児玉竜一も「この人にしてこの雑誌あり」と評している。第一次の『演劇界』から受け継いだものはゴム印三つばかりだったというほどの窮状から社と雑誌を立て直した利倉は『演劇界』を「かぶきの応援団」と位置づけ、「鑑賞と記録と批評」を重視した。特に「記録」については、『演藝画報』と第一次『演劇界』が興業の記録を載せないことがあった反省から、毎号必ず興行記録を載せるようにし、「批評」に関しても「新聞劇評が凋落した」中にあって『演劇界』だけは質の高いものを掲載し続ける必要があると考えていた。利倉編集長時代の『演劇界』には藤田洋の他、大谷竹次郎賞を受賞した野口達二、『花顔の人 花柳章太郎伝』で大佛次郎賞をとった大笹吉雄、後に小説家となった有吉佐和子といった人物も関わっていたことがあったが、1981年5月、利倉が脳血栓を患い、1982年から藤田が社長兼編集長となる。
1984年の7月号に載せた十七代目中村勘三郎の『夏祭浪花鑑』のお辰役の写真が裏焼きのまま掲載されるという不祥事が起きると、写真中の自分が左前になってしまったことに腹を立てた勘三郎は弁護士を立てて、7月号の回収を要求するとともに、今後『演劇界』に自身の写真を掲載することを禁じた。これに対処する形で、利倉が社長兼編集長に復帰した上で新たに土岐迪子が編集長代理となり、藤田も『演劇界』を離れたものの、この決定のすぐ後利倉が心不全で死亡、演劇出版社による社葬が執り行われた。
藤田によれば、利倉の死後、社長・編集長の職が「リレー式」に受け継がれる形で運営されていたが、『演藝画報』から数えて創刊百年に当たる2007年に経営状況の悪化が原因で第二次『演劇界』は5月号で一時休刊となった。「100周年記念新創刊」と題された刊行再開までの3ヶ月には、最後の編集長秋山勝彦の主導で『演劇界月報』と呼ばれる冊子が刊行され、上演記録が途絶えないようになされた。

### 第三次『演劇界』
2007年9月号からは、演劇出版社は新たに小学館の系列に入り、雑誌自体もそれまでのB5判からA4判へと判型が改められた上で刊行が続けられている。
2020年に新型コロナウイルス感染症が流行すると、3月頃から歌舞伎や文楽の興行が停止。『演劇界』も毎月の「編集・制作作業を含め通常通りの刊行が困難な状況」になっているとして6月号と7月号、8月号と9月号をそれぞれ合併号として発売しただけでなく、発売日や内容の変更も行った。そうした中で組まれた6・7月号の「歌舞伎俳優から皆さまへ」という現役の歌舞伎役者100人余りが寄稿した特別企画がSNSで話題になり完売、『演劇界』の歴史でも「異例」の重刷がかかることとなり、過去最高の部数となる1万2800部を売り上げた。
2022年1月、演劇出版社と小学館は読者層の高齢化に加え、出版界におけるデジタル化への移行が急速に進み、新規読者の獲得が見込めず、紙媒体としての発刊継続も困難になったとして、同年3月に発行予定の4月号で休刊すると発表した。

## 年表
- 1907年 - 『演藝画報』創刊。
- 1943年11月 - 情報局の斡旋で6雑誌が統合され、有限会社日本演劇社が発足。『日本演劇』と併せ『演劇界』が創刊される。
- 1945年 - 6月号、7月号が『日本演劇』と合併。10月号が終戦後最初の刊行となった。
- 1950年 - 2月に倒産。利倉幸一の指揮の下、演劇新社として10月から刊行再開。第二次『演劇界』の始まり。
- 1952年 - 12月号から社名が演劇出版社に変更。
- 1957年 - 利倉私邸に置かれていた編集部が神保町に移転。
- 1981年 - 前年利倉が脳血栓を患ったことを受け、藤田洋が編集長になる。
- 1984年 - 7月号で十七代目中村勘三郎の『夏祭浪花鑑』のお辰の写真が裏焼きのまま掲載される不祥事。勘三郎が弁護士を通じて、当該号の回収の要求と以後自身の写真掲載禁止の旨を通告。
- 1985年 - 不祥事を受けて、10月号から利倉が編集長復帰、土岐迪子が編集長代理となるも利倉が逝去。また藤田もこの年のうちに退社。
- 2007年 - 『演藝画報』から数えて創刊100年。経営状況の悪化によって5月号で一時休刊し、9月号から小学館系列の新雑誌として再開。判型の変更。第三次『演劇界』の始まり。
- 2020年 - 新型コロナウィルスの流行。歌舞伎興行が停止したことなどを受け、刊行形態が一時的に変更。特別企画を組んだ６・７月合併号の異例の重版が話題となる。
- 2022年 - 3月発行の4月号で休刊。